# Stop the Traffik
Stop the Traffik (STT) is gestart als internationaal samenwerkingsverband van meer dan 1.000 organisaties die samenwerken om een brede maatschappelijke beweging in gang te zetten tegen mensenhandel. Daarbij hanteert zij de definitie van mensenhandel zoals deze in het Palermoprotocol is omschreven. Het doel van Stop the Traffik is drieledig:
1. Stop de handel in mensen
2. Vervolg de handelaren
3. Bescherm de slachtoffers

Het internationale hoofdkantoor van Stop the Traffik is gevestigd in Londen, en richt zich op campagnes (onder andere over kinderslavernij in de cacao-industrie, en ook mensenhandel die door voetbal in Afrika wordt mogelijk gemaakt). De Nederlandse afdeling voert campagnes en lobby's om bij burgers en bedrijven bewustwording en betrokkenheid te creëren omtrent het onderwerp mensenhandel. 
Internationale coalitiepartners zijn onder andere de Engelse tak van het Leger des Heils, Tearfund, Amnesty International, Fairfood en Virgin Unite. 
In februari 2008 bood Stop the Traffik-internationaal de UNODC een petitie aan, tijdens het eerste UN GIFT-congres in Wenen. Meer dan anderhalf miljoen mensen hadden deze petitie ondersteund. 

## Nederland
Het Nederlandse kantoor is gevestigd in Utrecht, en wordt door vrijwilligers bemand. Gedurende 2007 zijn ad hoc kleine acties uitgevoerd, in het najaar van 2007 begon Stop the Traffik haar eerste 'echte' campagne, over chocolade. Samen met het Voice network lobbyt STT bij chocoladebedrijven en chocolade producerende landen, en in overleg met cacaoboeren zetten zij zich in om een leefbaar loon voor cacaoboeren te verkrijgen en kinderarbeid te stoppen. In het Voice network zitten vakbonden, andere NGO's en een researchinstituut. 
Daarnaast voert STT al enkele jaren campagne gericht op preventie van seksuele uitbuiting.